# Trenord
Trenord (llamada hasta el 30 de abril de 2011, Trenitalia LeNord o TLN) es una Sociedad de Responsabilidad Limitada constituida en partes iguales por Trenitalia y FNM SpA para operar en el sector de 
transporte ferroviario de pasajeros de la Región italiana de Lombardía.

## Historia

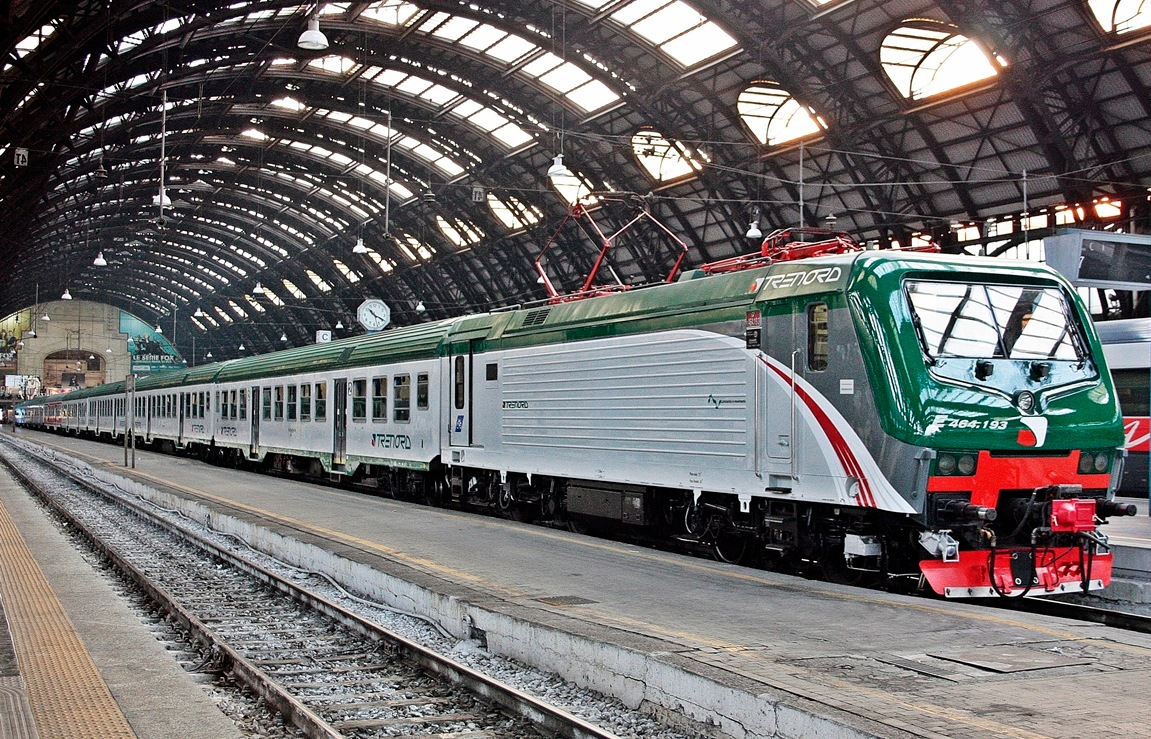
Tren de Trenord, remolcado por una locomotora E.464.

La sociedad nace en Milán el 4 de agosto de 2009 por iniciativa de Trenitalia (a través de su División Regional Lombardía) y Ferrovie Nord Milano. La sociedad tiene como objetivo gestionar el transporte ferroviario local en Lombardía a partir de la normativa establecida por el "Protocolo de Entendimiento entre el Gobierno Italiano y la Región de Lombardía para el potenciamiento y mejoramiento del servicio ferroviario regional".

## Servicios ferroviarios
Trenord heredó la actividad de Trenitalia y LeNord dentro del territorio lombardo, gestionando 42 líneas regionales, 12 suburbanas y el servicio ferroviario denominado "Malpensa Express". Asimismo colabora en la conducción dentro del territorio italiano de los trenes EuroCity de Deutsche Bahn y Österreichische Bundesbahnen.
En lo que respecta al transporte regional y suburbano, efectúa aproximadamente 2.200 servicios diarios que transportan unos 650.000 pasajeros.

## Material rodante
El material rodante de la sociedad está compuesto de aproximadamente 1850 elementos entre locomotoras diésel y eléctricas, automotores eléctricos y vagones. Fue heredado del material rodante que tenía a su disposición la División Regional de Pasajeros de Trenitalia en los depósitos de "Milano Fiorenza", Lecco y Cremona y del gestionado por LeNord hasta abril de 2011. Parte del material rodante es de propiedad de la sociedad, parte le fue entregado en comodato por la Región de Lombardía, parte ha sido adquirido por leasing y parte alquilado al FNM Spa y a FERROVIENORD.